# 和田耕治
和田 耕治（わだ こうじ、1954年? - 2007年（平成19年）5月22日）は、日本の医師。性転換（性別適合）手術の専門医で、大阪市北区の美容・形成外科「わだ形成クリニック」の院長を務めた。
1997年5月に日本精神神経学会が「性同一性障害の診断と治療に関する指針」（ガイドライン）を策定した後も、ガイドラインに束縛されることなく、患者の希望に沿い性転換（性別適合）手術を行った。その手術数は、ガイドラインに則して国内の医療機関で行われた手術数をはるかに上回り、累計で数百件と推定される。
学界や社会からは異端視されたが、多くのトランスジェンダーへ尽力的かつ安価で医療手術・整形手術・性別適合手術などを行った。

## 来歴・人物
宮崎県出身。宮崎県立延岡高等学校を経て、群馬大学医学部を卒業後、東京警察病院を経て大手美容クリニックを経た後、1996年に大阪で開業。

### はるな愛との出会い
タレントのはるな愛が大阪のショーパブで働いていた頃、和田が病院のスタッフと共に打ち上げに訪れたのが最初の出会い。当時はるなは性別適合手術を行っておらず、美容外科の先生と聞き、手術を要望した。はるなは後に「（和田が）『僕の自己責任で手術をしてあげる』と了解してくれたときは、感激しました。私が先生の第一号で、お店の後輩が二号、三号と続いています。先生はよく『君が僕の人生の始まりだよ。君に引っ張られたようなもんやわ』と冗談っぽく言ってました。それをずっと嬉しく思ってましたが、亡くなったと聞いて『ごめんなさい』と思いました。やっとこれから恩返しできると思っていた矢先だったのに……」と振り返っている。

## 医療事故
2002年1月13日、大阪市平野区に住んでいた飲食店経営の韓国人女性（当時39）があごの骨を削る手術を受けて入院。翌日未明に痛みを訴えたため、鎮痛剤を投与したところ女性は心停止状態に陥り、転送先の病院で約3週間後の2月4日、低酸素脳症で死亡した。司法解剖の結果で直接の死因は特定できなかったが、その女性は肺浮腫の症状があったという。クリニックは「女性は睡眠時無呼吸症候群だった」と説明している。
遺族側は同年9月に提訴し、鎮痛剤には呼吸を抑制する副作用があるため1回15ミリグラムが標準的使用量とされているのに、看護師が25分間に計45ミリグラムも点滴し、静脈に投与したと指摘。さらに、呼吸停止に陥ってから7分間放置するなどの注意義務違反があったと主張した。これに対し、クリニック側は「投与量は適正。心停止状態で放置した事実もない」と反論していたが、当初遺族側が約8600万円の損害賠償を求めた訴訟を同クリニック側が損害賠償金として5860万円を支払う内容で2003年7月25日に和解した。

## 国内需要
性同一性障害（GID）は、体と心の性が一致せず、社会的、精神的に困難を抱える症状。1万から10万人に1人の割合でいると推定される。日本精神神経学会が1997年、ガイドラインを定めて医療の対象と位置づけ、2004年7月には、手術を受けた独身の成人で、子どもがいないなどを条件に戸籍の性を変えられる法律が施行された。現在、ガイドラインに沿って埼玉医科大学や岡山大学などで手術が実施されているが、精神療法、ホルモン療法を経てから手術となるため、手術までに2年以上かかるケースが多く手術を急ぐ人は敬遠する傾向がある。また財政的負担も大きい。費用は保険適用外で“公式”だと250万－300万円。一方、3大学以外での“闇手術”なら100万円前後で済む。このため、手術を待ちきれない患者たちが「わだ形成クリニック」に集まっていたとされる。

## 突然の不幸
その数日後の朝、出勤した看護師が病室で倒れている和田を発見。死因は麻酔薬物の摂取による事故とされていたが致死量の証拠不十分だった。検視が行われ不眠症による過労死と死体検案書が出された。葬儀は親族と関係者のみの密葬にて執り行われた。
突然の訃報を聞き、病室が入居するビルの管理室には、「お花を供えたい」と訪ねるニューハーフの姿がしばらく絶えなかった。

## 人物・逸話
匿名で短期間だけ開設していたブログには、次のような言葉を残している。
「法律や社会が許さないといっても、そんなものは無視してよい・たとえ罰せられても医師としての覚悟の上だ・国や法律ができる前から医療は存在してるんだいうのが私の信念です」

## 関連書籍
- 『週刊文春』（2009年6月4日号）特集「人物ワイド・天使と悪魔」145頁